# Michaela Mertová

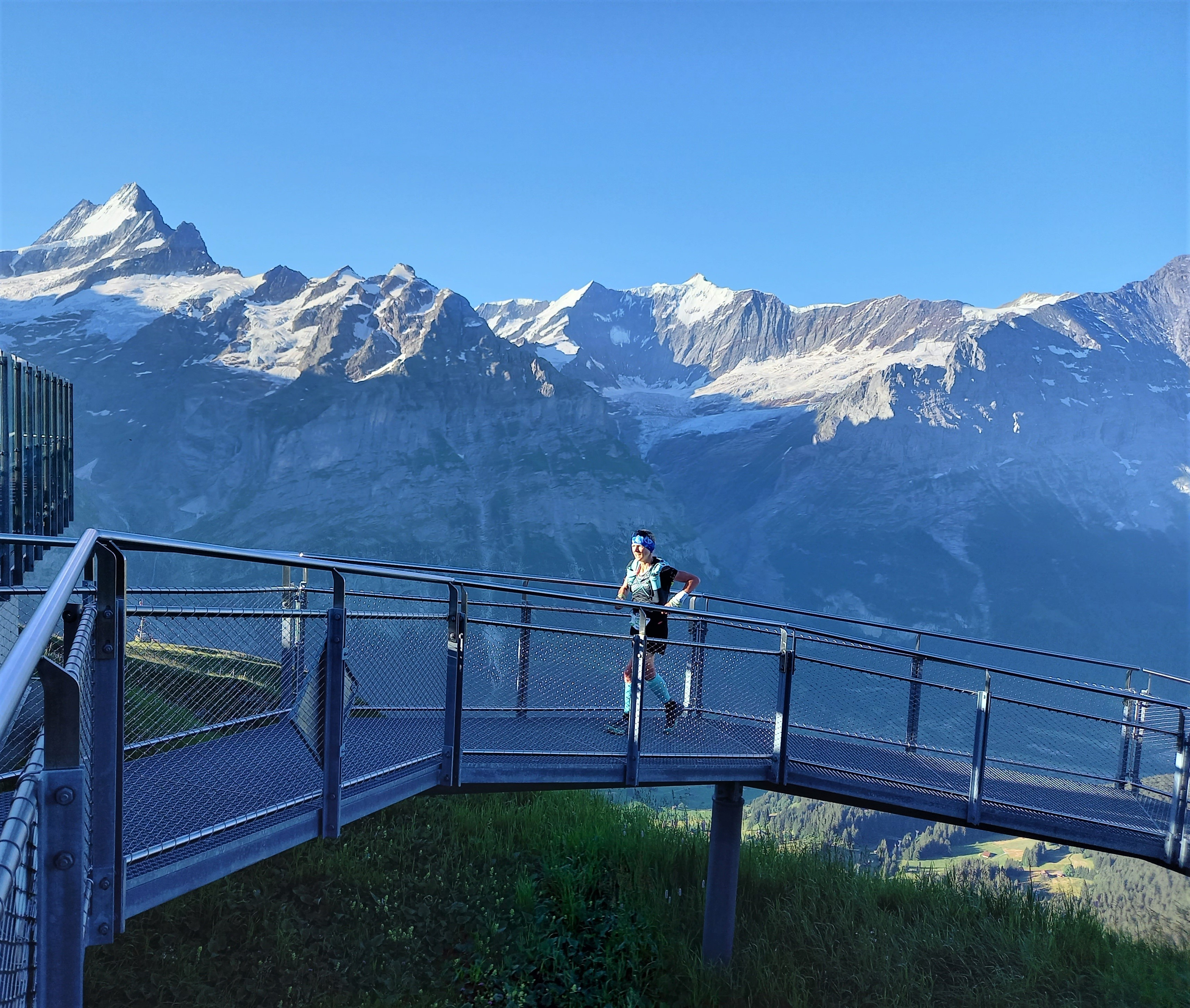
Eiger Ultratrail, Švýcarsko, 2023, 1. místo v kat. 45-49 let

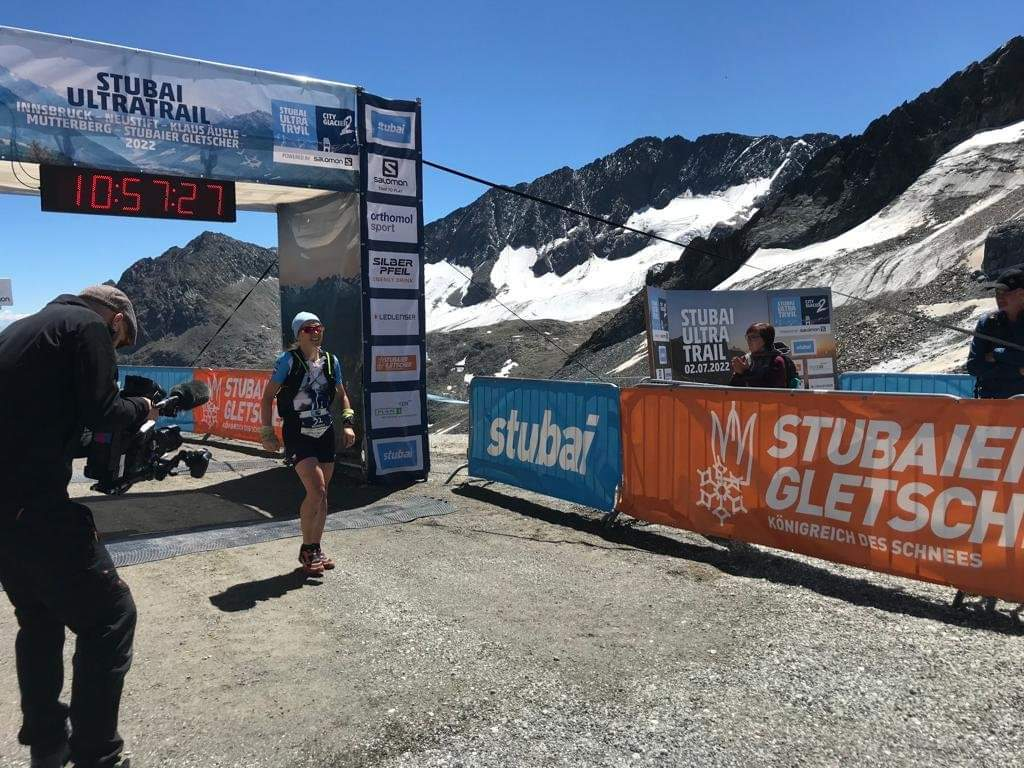
Stubai Ultratrail, Rakousko, 2022, 1. místo v kat. 45-49 let

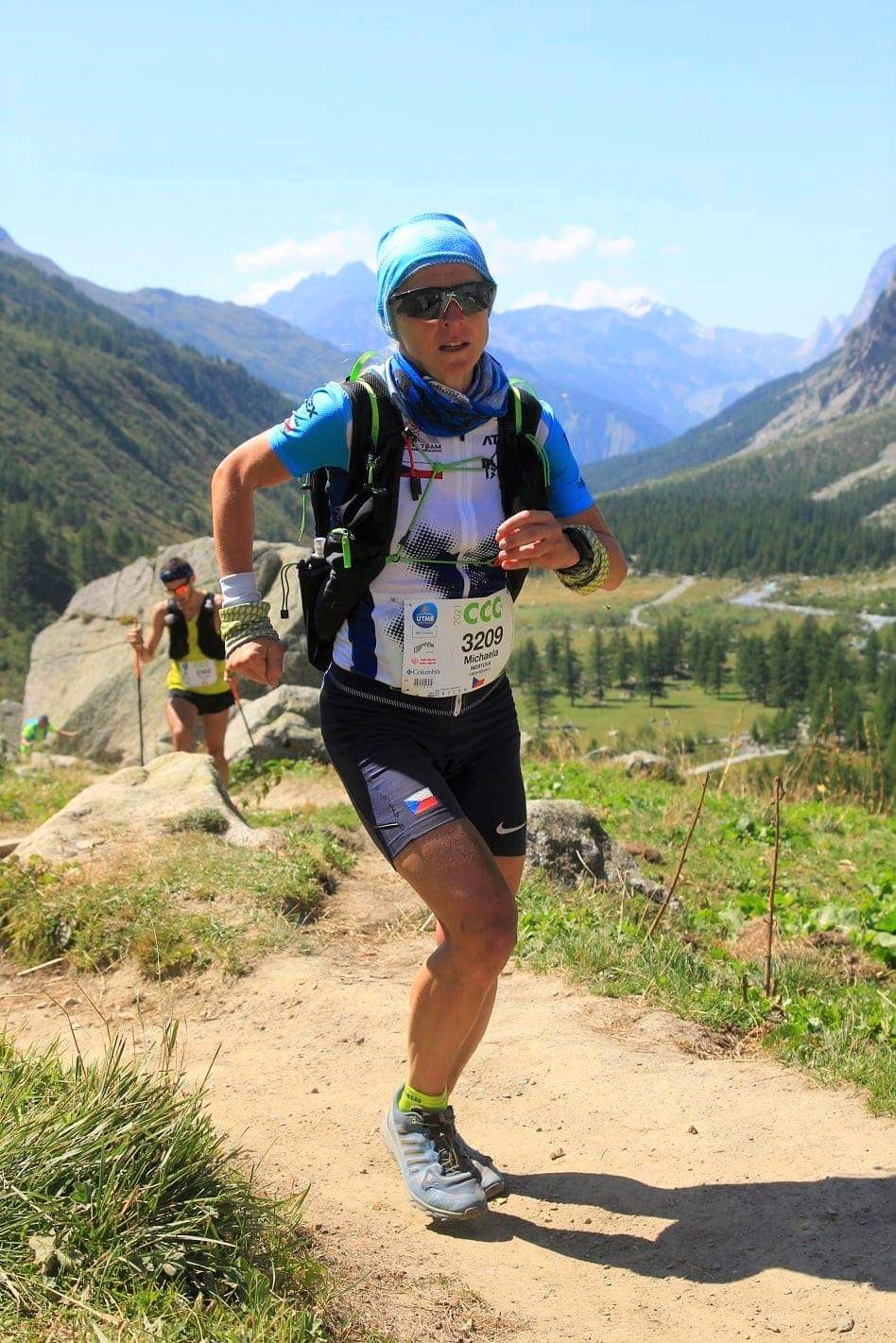
UTMB® 2021 - CCC®, Francie, 2021, 3. místo v kat. 45-49 let

Michaela Mertová (* 9. března 1976 Lanškroun) je česká vytrvalostní běžkyně, reprezentantka skyrunningu a trenérka běhu. Závodně se věnuje především skymaratonu, ultraskymaratonu a ultratrailu. V letech 2015–2020 spolupracovala s trenérem běhu Róbertem Štefkem.
Trenérské vzdělání dosáhla na Fakultě tělesné kultury UP v Olomouci. Studium absolvovala v oboru Trenérství a management sportu diplomovými pracemi s názvem Využití hodnocení variability srdeční frekvence při tréninku vytrvalostních běžců (2013) a Vliv skymaratonu na variabilitu srdeční frekvence v průběhu 36 hodinového zotavení (2016).
V roce 2015 získala Licenci ČAS – Trenér mládeže. V letech 2021 a 2022 vlastnila dvouroční certifikaci Rozhodčí CZSA pro české skyrunning závody (Czech Skyrunning Association). Od roku 2014 se věnuje trenérství běhu. O specificích běžeckého tréninku přednáší i pro veřejnost (např. Festival Obzory) a publikuje v časopisech (např. Svět běhu).

## Osobní rekordy
- Maraton: 2:47,15, 2009, Zurich Marathon (Zurich, Švýcarsko)[3]
- Půlmaraton: 1:20,22, 2016, Frankfurt Half Marathon (Frankfurt, Německo)[3]
- 10 km: 37,27

## Největší úspěchy
- Mistrovství Evropy ultraskymaraton 2017 (Val d’Isere, Francie) – 3. místo[4]
- Mistrovství světa skymaraton 2016 (Baruerra, Španělsko) – 6. místo[5]
- Mistrovství světa v ultratrailu 2016 (Braga, Portugalsko) – 9. místo[6]
- Ultra Trail in Poland, Radków 2023 (Polsko) - 1. místo[7]
- Hochkönigman 2023 - Endurance Trail (Rakousko) – 2. místo[8]
- Ultra Tour Monte Rosa 2022 - UTMR Mischabel 100 (Švýcarsko) – 2. místo[9]
- Innsbruck Alpine Trailrun Festival 2020 - K85 (Rakousko) – 1. místo[10]
- Innsbruck Alpine Trailrun Festival 2019 - K65 (Rakousko) – 3. místo[11]
- Engadin St. Moritz Ultraks 2019 - Grand (Švýcarsko) – 2. místo[12]
- ČSOB Bratislava Maraton 2017 (Slovensko) – 1. místo[13]
- Materhorn Ultraks 2016 (Švýcarsko) – 2. místo[14]
- Kaiser Marathon 2015 (Rakousko) – 1. místo
- Ultra-Trail Valls D'Aneu 2014 - CRVA (Španělsko) – 3. místo[15]
- Andorra Ultra Trail Vallnord 2013 - ANDORRA CELESTRAIL (Andorra) – 1. místo[16]
- Jungfrau Marathon 2010 (Švýcarsko) – 6. místo[17]
- Zermatt Marathon 2009 (Švýcarsko) – 3. místo[18]
- Prague Ultra Trail 2022 - Pražská stovka - trasa B – 1. místo[19]
- Mistryně ČR skymaraton 2014, 2017 (Perun SkyMarathon)[20][21]
- Mistryně ČR ultra skymaraton 2015[22], 2017 (Lysohorský čtyřlístek), 2018 (Krkonošská 50), 2019 (Beskydská sedmička)[23][24]
- Pravidelná pódiová umístění na závodech světové série UTMB World[25] a skyrunningu[26].